# Kandi, Murshidabad
Kandi là một thành phố và khu đô thị của quận Murshidabad thuộc bang Tây Bengal, Ấn Độ.

## Địa lý
Kandi có vị trí 23°57′B 88°02′Đ / 23,95°B 88,03°Đ Nó có độ cao trung bình là 20 mét (65 feet).

## Nhân khẩu
Theo điều tra dân số năm 2001 của Ấn Độ, Kandi có dân số 50.345 người. Phái nam chiếm 53% tổng số dân và phái nữ chiếm 47%. Kandi có tỷ lệ 65% biết đọc biết viết, cao hơn tỷ lệ trung bình toàn quốc là 59,5%: tỷ lệ cho phái nam là 70%, và tỷ lệ cho phái nữ là 60%. Tại Kandi, 14% dân số nhỏ hơn 6 tuổi.